# Ochthebius putnamensis
Ochthebius putnamensis är en skalbaggsart som beskrevs av Willis Blatchley 1910. Ochthebius putnamensis ingår i släktet Ochthebius och familjen vattenbrynsbaggar. Inga underarter finns listade i Catalogue of Life.